# Shenkottai
Shenkottai là một thành phố và khu đô thị của quận Tirunelveli thuộc bang Tamil Nadu, Ấn Độ.

## Nhân khẩu
Theo điều tra dân số năm 2001 của Ấn Độ, Shenkottai có dân số 26.814 người. Phái nam chiếm 50% tổng số dân và phái nữ chiếm 50%. Shenkottai có tỷ lệ 76% biết đọc biết viết, cao hơn tỷ lệ trung bình toàn quốc là 59,5%: tỷ lệ cho phái nam là 83%, và tỷ lệ cho phái nữ là 69%. Tại Shenkottai, 10% dân số nhỏ hơn 6 tuổi.